# Горожанкін Юрій Іванович
Юрій Іванович Горожанкін (нар. 22 січня 1938) — радянський футболіст та тренер, виступав на позиції захисника та півзахисника.

## Життєпис
Вихованець кіровоградського футболу, перший тренер — Я. С. Глузгал. Розпочав кар'єру гравця в місцевих командах «Будівельник» та «Урожай», у 1956 році став гравцем кіровоградського «Торпедо». Всього в складі кіровоградської команди (яка в 1958 році змінила назву на «Зірка») протягом 12 сезонів провів понад 400 матчів у всіх турнірах, був капітаном команди. У 1968 році завершив виступи.
Після закінчення кар'єри гравця став тренером. У 1970-х працював у «Зірці» на посадах тренера й начальника команди, проте через конфлікти з керівництвом декілька разів звільнявся з команди. На час його роботи в кіровоградському клубі припали перемоги «Зірки» в кубку УРСР, 1973 і 1975 роках.
У 1984 році призначений головним тренером «Зірки». Перебував на цій посаді до липня 1986 року. На початку 1991 року знову став начальником кіровоградської команди, а в травні, після відставки Миколи Латиша, зайняв пост старшого тренера, пропрацювавши на ньому до кінця сезону. Пізніше працював тренером у кіровоградській СДЮШОР та директором стадіону «Зірка». У 2003 році, маючи єврейське походження, іммігрував до Ізраїлю, де продовжив працювати тренером у дитячо-юнацькому футболі.

## Сім'я
Син — Ігор Горожанкін — також став футболістом, а по завершенні кар'єри гравця — футбольним арбітром. Обслуговував матчі вищої ліги чемпіонату України, мав категорію арбітра ФІФА.